# 克拉夫措沃湖
45°00′38″N 41°49′25″E / 45.01056°N 41.82361°E

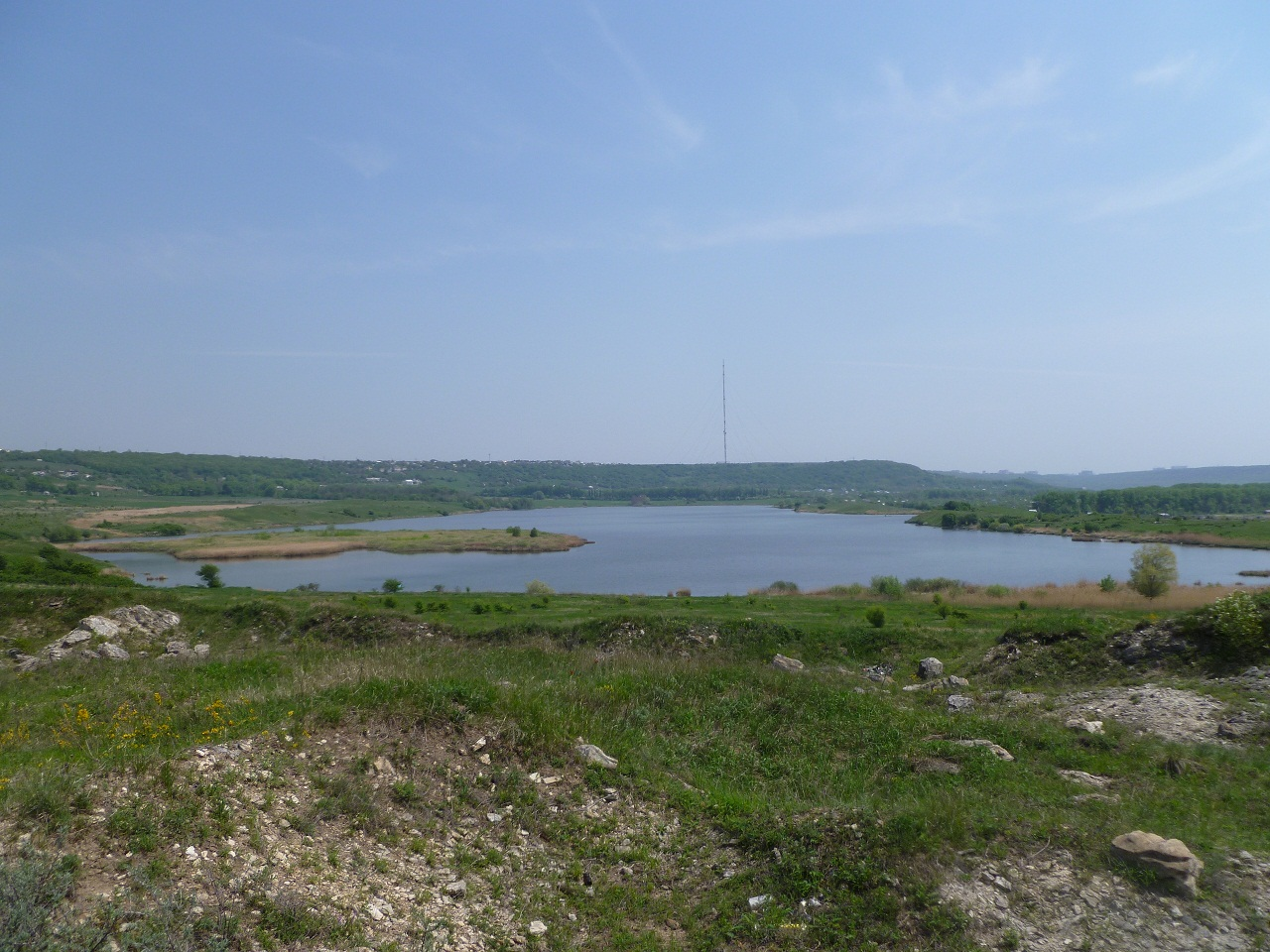

克拉夫措沃湖（俄语：Кравцово），是俄羅斯的湖泊，位於該國西南部斯塔夫羅波爾邊疆區，長1.5公里、寬0.6公里，面積0.75平方公里，海拔高度554米，集水區面積6平方公里，平均水深2.5米。